# Dorottya üzletház
A Dorottya üzletház avagy Hotel Dorottya egy 1910–1911-ben épült bécsi szecessziós stílusú épület Kaposvár belvárosában. Eredetileg szállodának épült, első neve Turul Szálló volt, erre utal a sarkon lévő bejárat fölött elhelyezett turulmadár is. A szálloda ma csak a legfelső szinten működik, a földszintet üzletek foglalják el, a kettő közt pedig irodák működnek.
Gyakran keverik össze a szintén a Fő utca mentén, a Kossuth téren található Dorottya-házzal.

## Története
Az épületet Kármán Géza Aladár és Ullmann Gyula tervezte meg, akik a bécsi szecessziós építészet (a szecesszió Bécsben kialakult formája) neves, elismert magyarországi követőinek számítottak. A megrendelő-tulajdonos Szarvas Imre, gazdag helyi földbirtokos volt.
Eredetileg is szállónak épült, 1911-es megnyitásakor vette fel a Turul nevet. Gyakorlatilag elkészülte óta Kaposvár egyik legfőbb építészeti látványossága.
A díszítések Borovitz Imre kőfaragó mester munkái, a lépcsőkorlát és a lift Scholcz Gyula és Noficzer Ferenc, az asztalosmunka Szarka János munkája. A liftek gépeit és vázát a Ganz gyár szállította. Ezek voltak egyben a város első liftjei.
A 300 fő befogadására is alkalmas díszterem számos bálnak adott otthont, 1960 óta pedig minden évben ott rendezik meg a Dorottya bált.
A második világháborúig bezárólag a földszinti kávézó a helyi módosabb polgárság és arisztokrácia legfőbb találkahelyének számított, míg a szállóban számos neves személyiség szállt meg; többek között Móricz Zsigmond, Kodály Zoltán, Áprily Lajos, Kassák Lajos, Szabó Lőrinc, Tamási Áron, vagy épp Rippl-Rónai József.
Az épület a második világháború után a Béke Szálló nevet kapta, a tetején található turulszobrot pedig 1951-ben egy vörös csillagra cserélték. jelenlegi nevét Csokonai Vitéz Mihály Dorottya című „vígeposzából” kölcsönözte. 1960-ban rendezték meg először a 300 fő befogadására is alkalmas díszteremben az éves Dorottya bált, mely hagyomány azóta is töretlen. 1975-ben esett át először tatarozáson, ekkor alakították ki a bárrész, illetve a nagyterem színezett üvegablakait, valamint a felújítás elkészülte után, 1978-ban átnevezték Dorottya üzletházzá, a szállodai részt pedig Hotel Dorottyává.
A rendszerváltás után, 1991-ben újabb tatarozáson és belső átépítésen esett át, melynek során a padlástérben 25 luxuslakosztályt, a földszinten üzlethelyiségeket, a köztes szinteken pedig irodákat alakítottak ki.
A szálloda 1992-ben bezárt, de az épület többi része tovább működött, viszont állaga a gyakori tulajdonosváltozások miatt gyorsan romlott, mivel egyikük sem fordított gondot az állapotmegóvásra. 2001-ben került aztán olyan kezekbe, melyek felújították és újra megnyitották a tetőtéri szállodai részt.
2011-ben újabb külső és belső felújításon esett át, így ma ismét a város egyik legszebb épülete.